# 1883년 크라카타우산 분화
1883년 크라카타우산 분화는 1883년 5월 20일부터 1883년 10월 21일까지 순다 해협에 있는 화산섬인 크라카타우산에서 몇 달 동안 반복적으로 일어난 화산 분화이다. 이 분화 중 가장 파괴적인 분화는 8월 27일에 발생했는데, 이때 섬과 주변 군도의 70% 이상이 파괴되었으며, 폭발이 너무 격렬하여 스스로 칼데라로 붕괴되었다. 8월 분화의 추정 화산 폭발 지수(VEI)는 6이었고, 역사 시대에서 가장 치명적이고 파괴적인 화산 분화 중 하나이다.
폭발음은 3,110 km 떨어진 웨스턴오스트레일리아주의 퍼스와 4,800 km 떨어진 모리셔스 근처의 로드리게스섬에서도 들렸다. 음압파는 지구를 세 번 이상 돌았다.:63 최소 36,417명이 이 분화와 그로 인해 발생한 지진해일로 사망했다. 화산 분화 후 며칠과 몇 주 동안 전 세계적으로 상당한 추가 영향이 느껴졌다. 1884년 2월까지 추가적인 지진 활동이 보고되었으나, 1883년 10월 이후의 모든 보고는 로히어 페르베이크의 후속 분화 조사에서 기각되었다.

## 분화

### 초기

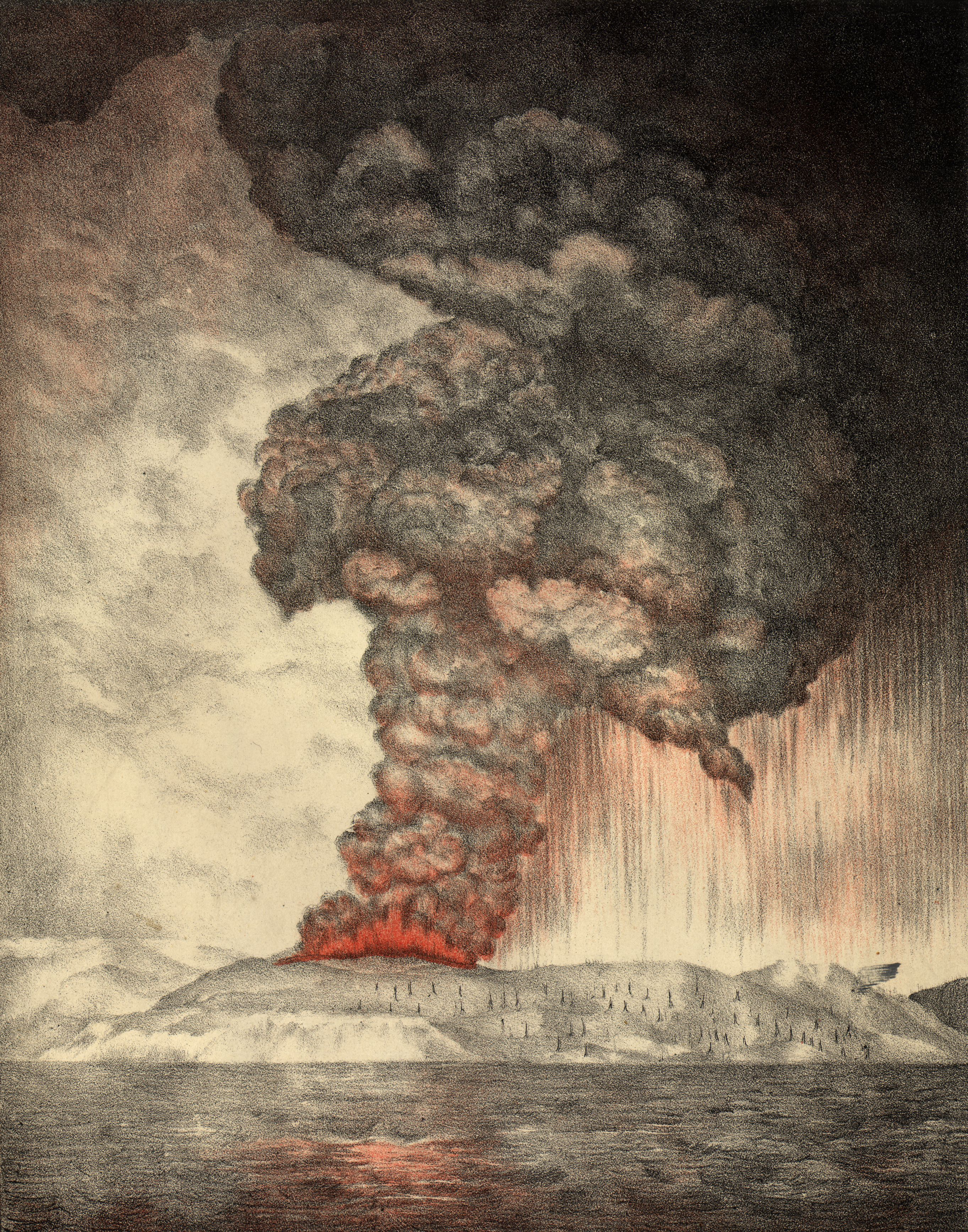
1888년경 분화의 석판화

1883년 분화 전 몇 년 동안 크라카타우산 화산 주변의 지진 활동은 매우 활발했으며, 지진은 멀리 북부 호주에서도 감지되었고 1880년에는 등대가 손상되는 지진도 있었다. 스트롬볼리식 활동은 1883년 5월 20일에 시작되었고, 섬의 세 개 봉우리 중 가장 북쪽에 있는 페르부와탄에서 증기 분출이 규칙적으로 발생하기 시작했다. 화산재 분출은 약 6 km 고도에 도달했으며, 폭발음은 바타비아(현 자카르타)에서 160 km 떨어진 곳에서도 들려 창문과 문을 흔들었다. 화산재는 약 482 km 떨어진 곳까지 떨어졌다. 5월 26일 섬으로 파견된 탐사대는 섬이 미세한 흰 화산재로 덮여 있었고, 페르부와탄에서 5~10분마다 폭발음이 들린다고 보고했다. 이때쯤 분화가 진정되고 있었지만, 일부 폭발은 여전히 매우 강력하여 바람 반대 방향으로 경석을 던졌다. 직경 약 900 m의 큰 분화구가 형성되었고, 그 안에서 증기 기둥이 솟아올랐다. 초기 격렬한 분화는 곧 잠잠해졌다.
6월 16일경에는 큰 폭발음이 들렸고, 짙은 검은 구름이 5일 동안 섬을 덮었다. 6월 19일부터 분화는 다시 강해지기 시작했다. 6월 24일에는 우세한 동풍이 구름을 걷어냈고, 크라카타우산에서 두 개의 화산재 기둥이 솟아오르는 것이 관찰되었다. 또한 페르부와탄의 정상 봉우리가 사라진 것이 확인되었는데, 몇 년 후의 광범위한 보고서는 이것이 폭발로 날아갔기 때문이라고 설명한다. 분화의 중심은 그날 페르부와탄과 다난 사이에 형성된 새로운 화구 또는 여러 화구이라고 믿어진다. 계속되는 분화의 격렬함으로 인해 인근의 조수가 비정상적으로 높아져, 정박해 있던 선박들은 쇠사슬로 묶여야 했다. 반튼주의 아니에르에서는 지진이 감지되었고, 선박들은 서쪽 인도양에서 거대한 경석 덩어리를 보고하기 시작했다. 세 번째 화구가 나타났고, 나중에는 더 많은 화구들이 나타났다. 분화는 7월 내내 계속되었고, 8월 27일의 폭발까지 그 격렬함은 계속 증가했다.
8월 초, 네덜란드 지형 기술자 H. J. G. 페르제나르 대위는 크라카타우산 섬을 조사했다. 그는 세 개의 주요 화산재 기둥(다난에서 새로 분출한 것)이 섬의 서쪽 부분을 가리고 있었고, 최소 열한 개의 다른 화구, 대부분 다난과 라카타 사이에 있는 화구에서 증기 기둥이 솟아오르는 것을 확인했다. 상륙했을 때, 그는 약 0.5 m (1 ft 8 in) 두께의 화산재 층과 모든 식물이 파괴되어 나무 그루터기만 남은 것을 확인했다. 그는 추가 상륙을 반대했다.

### 최고조 단계
8월 25일까지 크라카타우산의 분화는 격렬해졌다. 8월 26일 오후 1시경, 분화는 최고조 단계에 진입했다. 오후 2시까지 검은 화산재 구름이 27 km 높이로 솟아오르는 것이 보였다. 이 시점에서 분화는 거의 지속적이었고, 10분마다 폭발음이 들렸다. 오후 5시까지 자와섬 전역에서 폭발음이 들렸다. 오후 5시 30분부터 자와섬과 수마트라섬 해안을 수 피트 높이의 파도가 강타하기 시작했고, 밤새 계속되었는데, 이는 증기 폭발로 인해 발생했을 수 있다. 화산에서 20 km 이내의 선박은 심한 화산재 낙하를 보고했으며, 최대 10 cm 직경의 뜨거운 경석 조각이 갑판에 떨어졌다. 오후 7시에서 8시 사이에 작은 쓰나미가 40 km 떨어진 자와섬과 수마트라섬 해안을 강타했다.

#### 폭발
8월 27일에는 네 차례의 거대한 폭발이 발생하여 분화의 절정을 이루었다. 오전 5시 30분, 첫 번째 폭발은 페르부와탄에서 발생하여 현재 반다르람풍으로 알려진 텔록 베통으로 향하는 쓰나미를 유발했다. 오전 6시 44분, 크라카타우산이 다난에서 다시 폭발했고, 그 결과 발생한 쓰나미는 동쪽과 서쪽으로 퍼져나갔다. 세 번째이자 가장 큰 폭발은 오전 10시 2분에 발생했으며, 너무 강력해서 3,110 km 떨어진 서호주 퍼스와 약 4,800 km 떨어진 모리셔스 근처의 로드리게스섬에서도 들렸으며, 그곳에서는 폭발음이 근처 선박의 대포 발사음으로 오인되었다. 세 번째 폭발은 역사상 가장 큰 소리로 보고되었다.:602:79 화산에서 160 km 떨어진 곳에서 들린 폭발음의 크기는 180 dB로 추정되었다. 각 폭발은 일부 지역에서 30 m 이상 높이로 추정되는 쓰나미를 동반했다. 순다 해협의 넓은 지역과 수마트라 해안 일부 지역은 화산에서 발생한 화산쇄설류의 영향을 받았다. 페르베이크와 다른 이들은 크라카타우산의 마지막 주요 분화가 측면 폭발 또는 화산쇄설 서지였다고 믿는다. 화산에서 분출된 물질은 2,575 킬로미터 매 시 (715 미터 매 초)의 속도로 튀어나왔다. 폭발로 방출된 에너지는 약 200 TNT 메가톤 (840 페타줄)에 해당하는 것으로 추정되며, 이는 역사상 가장 강력한 열핵 무기인 차르 봄바보다 대략 네 배 더 강력하다. 이로 인해 이는 역사상 가장 강력한 폭발 중 하나로 기록되었다. 오전 10시 41분, 산사태가 라카타 화산의 절반과 라카타 북쪽에 남아있던 섬의 나머지 부분을 찢어내며 마지막 폭발을 일으켰다.

##### 압력파
약 4,800 km 떨어진 서부 인도양의 일부 섬에서도 총포 발사음과 거의 같은 데시벨 수준으로 들렸다. 소리의 속도 때문에 이 멀리 떨어진 섬의 사람들은 크라카타우산 분화 후 거의 4시간이 지나서야 소리를 들었을 가능성이 높다. 엄청난 세 번째 폭발로 생성된 압력파는 크라카타우산에서 1,086 km/h (302 m/s)의 속도로 방사되었다. 분화는 180 dB에 도달한 것으로 추정되며, 5,000 km 떨어진 곳에서도 들릴 만큼 시끄러웠다.:248 너무 강력해서 수마트라 앞바다에 정박해 있던 유니언-캐슬 라인의 RMS 노햄 캐슬 선원의 고막을 파열시켰고,:231, 234 160 km 떨어진 바타비아(현재 자카르타)의 가스 공장 가스미터에 부착된 압력계에 8.5 킬로파스칼 (2.5 inHg) 이상의 급격한 압력 상승을 일으켜 눈금을 벗어나게 했다. 바타비아에서는 공기파가 창문을 깨고 벽에 균열을 일으켰다.:69:218
압력파는 전 세계의 자기기압계에 기록되었다. 여러 자기기압계는 5일 동안 이 파도를 7번 기록했는데, 4번은 화산에서 대척점으로 파도가 이동하고, 3번은 화산으로 돌아오는 파도가 기록되었다.:63 따라서 파도는 지구를 3.5바퀴 돌았다.

##### 지진해일

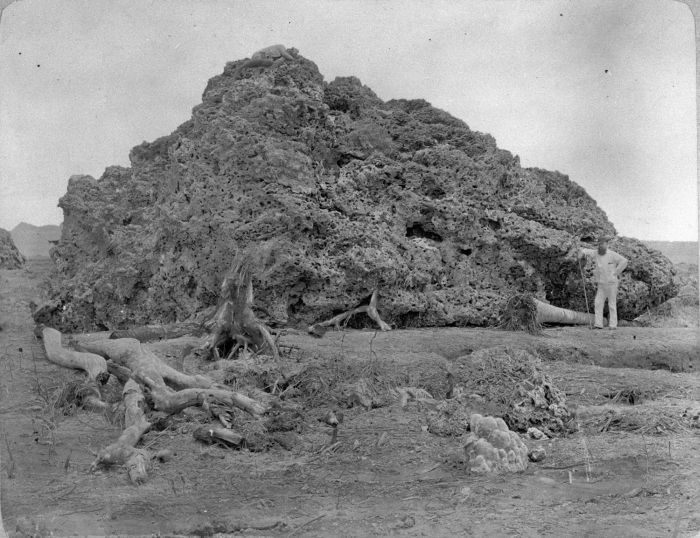
지진해일에 쓸려가 자와섬 해안으로 던져진 산호 블록

거대한 지진해일이 순다 해협의 해안선을 강타하여 일부 섬이 잠겼다. 약 80 km 떨어진 저지대의 천 개의 섬이 2 m의 해수 아래로 잠겨 사람들이 나무 위로 올라가야 했다. 세 번째 폭발로 발생한 지진해일이 가장 컸지만, 처음 두 번의 폭발에서도 더 작은 지진해일이 발생했다. 메락 마을은 46 m 높이의 지진해일로 파괴되었다. 파도는 수마트라섬 남해안을 따라 최대 24 m, 자와섬 서해안을 따라 최대 42 m에 달했다. 지진해일은 육지의 식물을 휩쓸고 인간 거주지를 파괴했다. 당시 텔록 베통 마을 근처에 정박해 있던 로던(Loudon)호는 파도에서 살아남았다. 승객들은 다음과 같은 목격담을 남겼다.
"갑자기 엄청난 높이의 거대한 파도가 상당한 속도로 해안선을 향해 다가오는 것을 보았다. 즉시 승무원들은 임박한 위험에 직면하여 돛을 올리려 노력했고, 배는 겨우 파도를 정면으로 맞을 시간을 벌었다. 배는 파도에 정면으로 부딪혔고 로던호는 어지러울 정도로 빠르게 들어 올려지며 엄청난 도약을 했다... 배는 파도의 정상 위로 높은 각도로 올라갔다가 반대쪽으로 내려왔다. 파도는 육지를 향해 계속 나아갔고, 얼어붙은 승무원들은 바다가 한 번의 쓸어버리는 동작으로 마을을 삼켜버리는 것을 지켜보았다. 한 순간 전까지 텔록 베통 마을이 있던 곳에는 아무것도 남지 않고 오직 넓은 바다뿐이었다."

월요일 아침 메락 근처에 있던 한 농장 노동자는 이렇게 보고한다.
". . .갑자기 큰 소리가 났다. 우리는 . . . 멀리서 거대한 검은 물체, 높고 강한 것이 우리를 향해 다가오는 것을 보았다. 우리는 곧 그것이 물이라는 것을 알았다. 나무와 집들이 휩쓸려갔다. . . . 사람들은 . . . 목숨을 걸고 달리기 시작했다. 멀지 않은 곳에 가파른 경사지가 있었다. 우리는 모두 그곳으로 달려가 물에서 벗어나려고 기어올랐다. 파도는 대부분의 사람들에게 너무 빨랐고, 많은 사람들이 내 옆에서 거의 익사했다. . . . 한 특정 장소로 올라가기 위해 모두가 몰려들었다. 이로 인해 큰 혼잡이 발생했고, 많은 사람들이 함께 끼어 움직일 수 없었다. 그들은 발버둥치고 싸우며 내내 비명을 지르고 울었다. 아래 사람들은 발꿈치를 물어 위 사람들을 움직이게 하려 했다. 몇 순간 동안 큰 싸움이 벌어졌지만 . . . 하나둘씩 그들은 휩쓸려 내려가 흐르는 물에 멀리 실려갔다. 생존을 위한 싸움이 벌어졌던 언덕 비탈에 그 흔적을 볼 수 있다. 어떤 이들은 . . . 다른 이들을 끌어내렸다. 그들은 잡고 있는 것을 놓지 않았고, 위에 있는 사람들도 이 죽음의 손아귀에서 벗어날 수 없었다."

순다 해협 해안에서 멀리 떨어진 수마트라 남부에서는 파도가 4미터 높이에 달했다. 스리랑카에서는 한 명이 사망했다. 멀리 남아프리카 공화국에 있는 선박도 쓰나미에 흔들렸고, 희생자들의 시신은 사건 발생 후 몇 달 동안 바다에 떠다니는 것이 발견되었다. 분화와 함께 발생한 쓰나미는 거대한 화산쇄설류가 바다로 유입되면서 발생한 것으로 여겨진다. 네 번의 대폭발 각각은 분출 기둥의 중력 붕괴로 인한 대규모 화산쇄설류를 동반했다. 이로 인해 수천 입방 킬로미터의 물질이 바다로 유입되어 동일한 양의 해수를 밀어냈다.
더 작은 파도가 영국 해협만큼 멀리 떨어진 조석계에서도 기록되었다. 이 파도는 초기 쓰나미의 잔해라고 하기에는 너무 빨리 발생했는데, 파장이 7 km 미만이어서 멀리 떨어진 곳에서는 큰 피해를 입히지 못했고, 분화로 인한 강력한 공기파의 흐름으로 발생했을 수도 있다. 이 공기파는 지구를 여러 번 돌았고 5일 후에도 자기기압계에서 감지될 수 있었다.

##### 화산쇄설류와 테프라

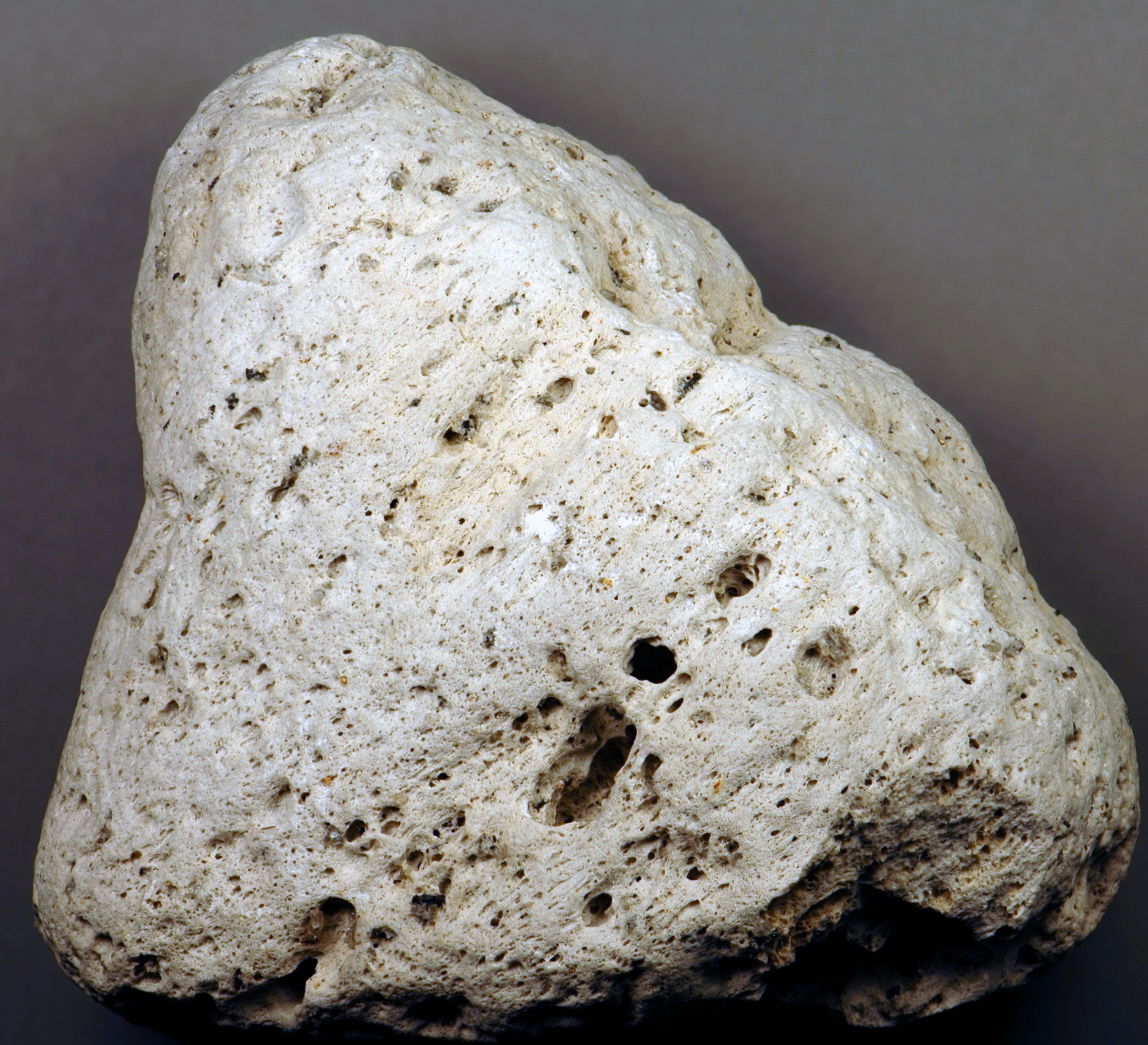
1883년 8월 후반 크라카타우산 분화로 인한 유문데이사이트 경석. 이 암석은 거의 1년 동안 인도양을 떠다니다가 동아프리카 케냐의 타크와 해변에 밀려왔다.

분화 사망자의 약 10%는 화산쇄설류로 인한 것이었다. 화산쇄설류로 추정되는 화산쇄설물은 수마트라 남동부와 화산 북서쪽의 세베시, 세부쿠, 라고엔디섬에서 발견되었고, 수마트라 남서부에서는 화산쇄설류가 희생자를 불태웠다. 이들은 순다 해협을 가로질러 40 km 이동했다. 남부 수마트라에 도달하자마자 이들은 마을 전체를 불태우고 모든 식물을 태워버렸다. 남부 수마트라에서 발견된 시신 2,000구는 화산쇄설류에 의해 불에 타 사망한 것으로 추정된다. 크라카타우산에서 북북동쪽으로 약 65 km, 동북동쪽으로 약 80 km 떨어진 로돈(Loudon)호와 W.H. 베세(W.H. Besse)호는 강풍과 테프라의 영향을 받았다. 이들은 수마트라의 불에 탄 희생자들보다 멀리 떨어져 있었기 때문에 선박과 선원들은 살아남았다. 이 흐름은 과열된 증기층 위에 물을 가로질러 이동했다. 또한 화산에서 15 km 떨어진 곳에 해저 화산쇄설류가 도달했다는 징후도 있다.
화산쇄설류의 가장자리에 휩싸인 한 목격자는 자신의 경험을 다음과 같이 묘사했다.
 "갑자기 칠흑같이 어두워졌다. 내가 마지막으로 본 것은 바닥 틈새를 통해 분수처럼 솟아오르는 화산재였다. 나는 남편에게 몸을 돌려 절망에 찬 그의 말을 들었다. '칼이 어디 있지?' . . . 내가 우리 모두의 손목을 베면 고통에서 더 빨리 해방될 거야.' 칼을 찾을 수 없었다. 나는 무거운 압력에 의해 땅에 쓰러지는 것을 느꼈다. 그리고 모든 공기가 빨려 들어가는 것 같았고 숨을 쉴 수 없었다. . . . 사람들이 내 위로 굴러가는 것을 느꼈다. . . . 남편이나 아이들로부터는 아무 소리도 들리지 않았다. . . . 나는 밖으로 나가고 싶다고 생각했던 것을 기억한다. . . . 하지만 허리를 똑바로 펼 수 없었다. . . . 나는 몸을 웅크린 채 문으로 비틀거리며 갔다. . . . 나는 억지로 문을 통과했다. . . . 나는 비틀거려 넘어졌다. 나는 화산재가 뜨겁다는 것을 깨닫고 손으로 얼굴을 보호하려고 노력했다. 뜨거운 경석은 바늘처럼 찔렀다. . . . 생각 없이 희망을 품고 앞으로 걸어갔다. 내가 제정신이었다면, 그 지옥 같은 어둠 속으로 뛰어드는 것이 얼마나 위험한 일인지 이해했을 것이다. . . . 나는 나뭇가지에 부딪혔고 그것을 피할 생각조차 하지 않았다. 나는 점점 더 얽혔다. . . . 머리카락이 엉켰다. . . . 나는 처음으로 내 피부가 온몸에 축축하게 화산재가 달라붙어 늘어져 있다는 것을 깨달았다. 더럽다고 생각하여 피부 조각을 떼어내려 했지만, 그것은 더 고통스러웠다. . . . 나는 내가 화상을 입었다는 것을 몰랐다." — 베이예링크 부인 (케팀방)

약 20입방 킬로미터의 테프라가 퇴적된 것으로 추정된다. 화산재는 약 80 km 높이까지 분출되었다. 약 18–21 km3 (4.3–5.0 cu mi)의 이그님브라이트가 1,100,000 km2 (420,000 mi2)에 걸쳐 퇴적된 것으로 추정된다. 1883년 8월 27일 정오경, 수마트라 람풍주의 케팀방(현재 카티붕) 주변에 '케팀방의 불타는 화산재'로 알려진 뜨거운 화산재 비가 내려 수마트라에서 약 1,000명의 사망자를 발생시켰다.

## 여파
크라카타우산 분화와 관련된 화산쇄설류, 화산재, 지진해일의 복합적인 영향은 재앙적인 지역적 결과를 초래했다. 약 80 km 남쪽에 있는 반튼주의 일부 토지는 다시 사람이 살지 않는 곳이 되었고, 정글로 되돌아가 현재는 우중 쿨론 국립공원이 되었다. 화산재는 2,500 km 떨어진 곳까지 떨어졌다. 사건 발생 후 몇 달 동안 거대한 부유 경석 지대가 보고되었다. 분화 후 최대 1년까지 화산 경석 뗏목을 타고 인도양을 건너 동아프리카 해안에 떠밀려온 인간 뼈대 무리에 대한 수많은 보고가 있다.:297–298
분화 2주 후의 관찰에서는 티야링인 마을이 한때 있었던 피해 지역의 상태를 다음과 같이 묘사한다.
"수천 구의 인간 시신과 동물의 사체가 여전히 매장을 기다리고 있으며, 형언할 수 없는 악취로 그 존재를 드러내고 있다. 이들은 풀 수 없는 엉킨 덩어리로 엉켜 있으며, 이 수천 명에게 거주지, 가구, 농기구, 집과 구내 장식으로 사용되었던 모든 것들 사이에 야자나무 줄기와 함께 끼어 있는 경우가 많다." -- 질링가 데 보어와 샌더스, 2002년

### 사망자 수
공식 보고된 사망자 수는 36,417명이었다. 세베시 섬의 3,000명 중 생존자는 없었다.:297–298
| 위치     | 사망자 수 |
| -------- | --------- |
| 반튼주   | 21,565    |
| 람풍주   | 12,466    |
| 바타비아 | 2,350     |
| 븡쿨루주 | 34        |
| 서자와주 | 2         |
| 총계     | 36,417    |

### 지리적 영향

크라카타우산 주변 섬의 변화

분화 후, 크라카타우산은 남쪽 3분의 1을 제외하고 거의 완전히 사라진 것으로 밝혀졌다. 라카타 원추의 대부분이 깎여나가 250 m 높이의 절벽이 남았다. 섬의 북쪽 3분의 2 중에서는 다난의 파편인 보츠만스로츠('선임부원의 바위')라는 암석 섬만 남았고, 풀셰 회드(Poolsche Hoed)는 사라졌다.
화산이 퇴적시킨 엄청난 양의 물질은 해저를 크게 변화시켰다. 엄청난 양의 이그님브라이트 퇴적물은 산 주변의 30~40 m 깊이의 분지를 대부분 채웠다. 베를라텐과 랑 섬의 육지는 증가했으며, 라카타 잔해의 서쪽 부분도 증가했다. 이 획득된 물질의 대부분은 빠르게 침식되었지만, 화산재는 이 섬들의 지질 구성에서 여전히 중요한 부분을 차지한다. 분지 깊이는 분화 전 100 m이었고, 분화 후에는 200~300 m이었다.
두 개의 근처 사주(이들을 조사한 두 해군 장교의 이름을 따서 스티어스와 칼마이어라고 불림)는 화산재 낙하로 인해 섬이 되었지만, 나중에 바다에 의해 씻겨나갔다. 스티어스와 칼마이어의 뜨거운 화산 퇴적물 위에 있는 해수는 증기를 발생시켜 일부는 계속되는 분화로 오인했다.

### 지구 기후
분화는 화산 겨울을 일으켰다. 분화 다음 해, 북반구 여름 평균 기온은 0.4 °C 떨어졌다. 1883년 7월부터 1884년 6월까지의 수문학적 연도 동안 남부 캘리포니아를 강타한 기록적인 강수량 (로스앤젤레스는 970 mm, 샌디에고는 660 mm)은 크라카타우산 분화 때문이라고 여겨진다. 남부 캘리포니아에 폭우가 내릴 때 흔히 발생하는 엘니뇨 현상은 이 기간 동안 없었지만, 많은 과학자들은 인과 관계가 있었는지에 대해 의구심을 표한다.
분화는 엄청난 양의 이산화 황(SO2) 가스를 성층권 상층으로 분출시켰고, 이 가스는 상층풍을 타고 지구 전체로 운반되었다. 이로 인해 상층 권운의 황산(H2SO4) 농도가 전 세계적으로 증가했다. 결과적으로 증가한 구름 반사율(또는 반사율)은 평소보다 더 많은 태양광을 반사하여 산성비로 황이 땅으로 떨어질 때까지 지구 전체를 식혔다.

### 전 지구적 광학 효과

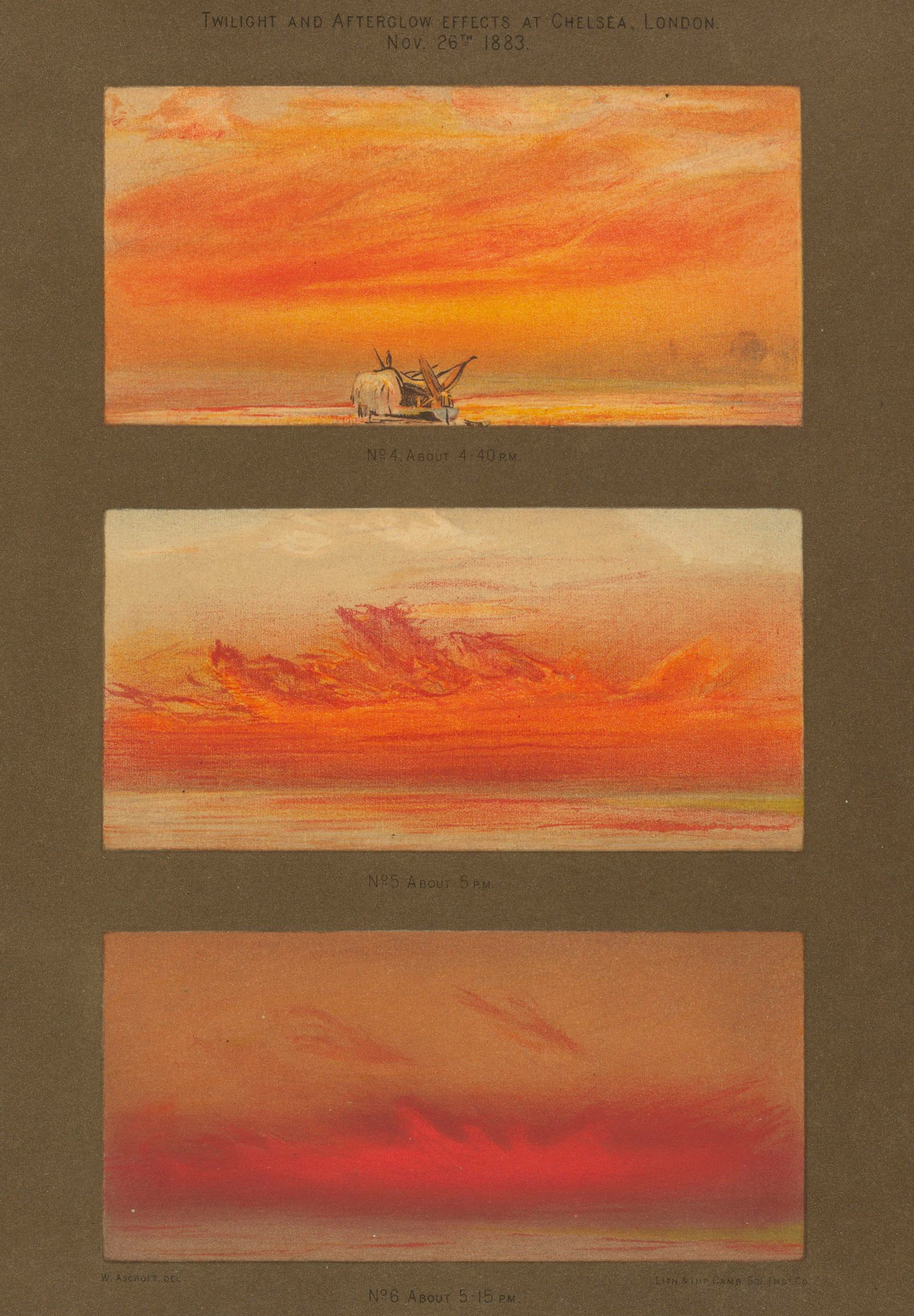
1888년 그림, 시간이 지남에 따라 분화가 하늘에 미친 광학 효과를 보여줌

1883년 크라카타우산 분화는 그 후 몇 년 동안 전 세계 하늘을 어둡게 했고, 몇 달 동안 전 세계적으로 환상적인 일몰을 만들어냈다. 영국 화가 윌리엄 애스크로프트는 분화 후 몇 년 동안 크라카타우산에서 지구 반대편의 붉은 일몰을 수천 장의 컬러 스케치로 남겼다. 화산재는 "뉴욕, 푸킵시, 뉴헤이븐에서 소방차가 출동하여 명백한 화재를 진압하려 했을 정도로 생생한 붉은 일몰"을 만들어냈다. 또한 낮에는 태양 주위에 비숍 고리를, 황혼에는 화산 보라색 빛을 만들어냈다. 2004년에 한 천문학자는 에드바르 뭉크의 1893년 그림 절규에 보이는 붉은 하늘이 분화 후 노르웨이 상공의 하늘을 정확하게 묘사한 것이라는 주장을 제기했다.
당시 기상 관측자는 하늘의 영향을 추적하고 지도에 표시했다. 그들은 이 현상을 "적도 연기 흐름"이라고 불렀다. 이것은 오늘날 제트류로 알려진 것을 처음으로 식별한 것이었다. 분화 후 몇 년 동안 달이 파랗게, 때로는 초록색으로 보인다는 보고가 있었다. 이는 일부 화산재 구름이 약 1 μm 폭의 입자로 채워져 있었기 때문인데, 이 크기는 붉은 빛을 강하게 산란시키면서 다른 색깔은 통과시키는 데 적합한 크기였다. 구름을 통과하는 하얀 달빛은 파랗게, 때로는 초록색으로 나타났다. 사람들은 또한 라벤더색 태양을 보았고, 처음으로 야광운을 기록했다.

### 이후 활동
1883년 분화의 격렬한 단계는 8월 27일 늦은 오후에 끝났지만, 8월 29일에 다시 빛이 돌아온 후에도 크라카타우산이 여전히 분화하고 있다는 보고가 몇 달 동안 계속되었다. 로히어 페르베이크 위원회의 초기 임무는 이것이 사실인지 확인하고 자와섬과 수마트라에서 다른 화산이 분화하고 있다는 보고를 검증하는 것이었다. 일반적으로 이러한 보고는 거짓으로 판명되었다. 주로 진흙이 분출하는 소규모 분화는 1883년 10월까지 계속되었다. 페르베이크는 뜨거운 물질의 증기, 그 계절의 집중 호우로 인한 산사태, 그리고 멀리서 보이는 "전기 활동으로 인한 환각" 때문에 10월 중순 이후 크라카타우산이 여전히 분화하고 있다는 모든 주장을 부정했다.
1913년 분화가 보고될 때까지 추가 활동의 징후는 없었다. 조사를 통해 화산이 다시 활동하고 있다는 증거를 찾을 수 없었다. 새로 활동하는 것으로 오인된 것은 대규모 산사태(아마도 라카타 절벽의 두 번째 아치를 형성한 산사태)였다고 판단되었다.
1930년 이후 1919년에 작성된 수심측량 지도를 조사한 결과, 아낙 크라카타우가 된 지점의 표면 근처에 마그마가 있음을 나타내는 융기 흔적이 발견되었다.

## 가능한 원인
크라카타우산 북부의 운명은 지질학자들 사이에서 논쟁의 대상이었다. 처음에는 섬이 폭발력으로 산산조각났다고 제안되었다. 화산에 의해 퇴적된 물질의 대부분은 마그마 기원이며, 분화로 형성된 칼데라는 1883년 분화 퇴적물로 광범위하게 채워져 있지 않다. 이는 섬이 분화 순서의 마지막에 빈 마그마굄으로 함몰되었음을 나타내며, 분화 중에 파괴된 것이 아님을 의미한다.
동시대 조사관들의 발견에 따르면, 확립된 가설은 8월 27일 아침 첫 폭발 이전에 섬의 일부가 침하되었다고 가정한다. 이로 인해 화산의 통풍구가 해수면 아래로 강제되어 다음 현상이 발생했다.
- 대규모 홍수가 발생하여 일련의 수증기 폭발(지하수와 마그마의 상호 작용)이 발생했다.
- 해수가 마그마를 충분히 식혀 껍질을 형성하고 "압력솥" 효과를 발생시켜 폭발적인 압력에 도달했을 때만 완화되었다.

지질학적 증거는 폭발 전의 침하만이 원인이었다는 가정을 뒷받침하지 않는다. 예를 들어, 경석과 이그님브라이트 퇴적물은 마그마-해수 상호 작용과 일치하는 종류가 아니다. 이러한 발견은 다른 가설로 이어졌다.
- 수중 산사태 또는 부분 침하가 갑자기 고압의 마그마굄을 노출시켜 해수가 마그마굄으로 유입되는 경로를 열고 마그마-해수 상호 작용의 단계를 설정했다.

- 최종 폭발은 마그마 혼합에 의해 발생했을 수 있다. 즉, 뜨거운 현무암 마그마가 화산 아래 챔버에 있는 더 차갑고 가벼운 마그마로 갑자기 유입되어 급격하고 지속 불가능한 압력 증가를 초래하여 재앙적인 폭발로 이어졌을 수 있다. 이 이론의 증거는 밝은 물질과 어두운 물질로 구성된 경석의 존재이며, 어두운 물질은 훨씬 더 뜨거운 기원을 가지고 있다. 이러한 물질은 크라카타우산 이그님브라이트 함량의 5% 미만인 것으로 보고되었으며, 일부 조사관들은 이것이 8월 27일 폭발의 주요 원인이라는 주장을 기각했다.

크라카타우산의 수화산 폭발 및 그로 인한 지진해일에 대한 수치 모델은 2006년 마더와 기팅스에 의해 설명되었다. 처음에는 충격파를 받은 물, 현무암, 공기에 의해 100미터 이상의 높은 수벽이 형성된다.

## 대중 문화
- 이 폭발은 에드바르 뭉크의 1893년 그림 절규의 영감의 원천으로 이론화되었다. 배경의 붉은 하늘은 1883년과 1884년에 걸쳐 몇 달 동안 서반구 일부 지역에서 일몰 하늘을 붉게 물들였던 강력한 크라카타우산 화산 분화의 영향을 작가가 기억한 것이다. 이 그림은 뭉크가 '절규'를 그린 지 약 10년 전에 그려졌다.[37]
- 이 폭발은 돈 로사의 만화 카티 사크의 카우보이 선장에서 핵심적인 역할을 하는데, 스크루지 맥덕이 폭발을 목격하고 이를 자신의 이점으로 활용한다.
- 드레스덴 파일에서 이 폭발은 에벤에저 매코이가 '블랙스태프', 즉 백인 위원회의 암살자로서 투구스카 사건을 포함한 다른 여러 사건들과 함께 일으킨 것으로 밝혀진다.

## 같이 보기
- 2022년 훙가통가 해저화산 분화 – 2022년에 발생한 비슷한 규모의 분화
- 《자바까지 순풍》
- 《크라카티트》
- 크라카타우산 다큐멘터리 및 역사 자료
- 《자와의 동쪽, 크라카타우》
- 사망자수 순 자연재해 목록
- 인도네시아의 화산 목록
- 《4시의 악마》
- 《21개의 풍선》
- 보그

## 내용주
1. ↑  21⁄2인치 이상의 수은(약 85 hPa) 급상승은 대략 180 dBSPL과 같다. 이 충격을 비교하면, 인간의 통증 역치는 134 데시벨 (dBSPL)이며, 단기 청각 손상은 120 dBSPL에서 발생할 수 있다.[12]:219
2. 1 2  다큐멘터리 영화는 독일 킬 대학교 연구팀이 물 위를 움직이는 화산쇄설류를 대상으로 수행한 실험을 보여주었다. 참조: Freundt, Armin (2002). 《Entrance of hot pyroclastic flows into the sea: experimental observations》. 《Bulletin of Volcanology》 65. 144–164쪽. Bibcode:2002BVol...65..144F. doi:10.1007/s00445-002-0250-1. S2CID 73620085. 2012년 4월 10일에 확인함. 실험 결과, 뜨거운 화산재는 과열된 증기 구름 위에서 물 위를 이동하며 물을 건넌 후에도 화산쇄설류로 계속 유지되었다. 무거운 물질은 물과 처음 접촉한 직후 흐름에서 침전되어 침전물의 질량으로 인해 지진해일을 일으켰다.